# Stylocheilus
Stylocheilus is een geslacht van weekdieren uit de klasse van de Gastropoda (slakken).

## Soorten
- Stylocheilus longicauda (Quoy & Gaimard, 1825)
- Stylocheilus striatus (Quoy & Gaimard, 1832)